# Cho thuê định hạn
Cho thuê định hạn (tiếng Anh:Closed-end leasing) là hệ thống dựa trên hợp đồng được điều chỉnh bởi luật pháp ở Hoa Kỳ và Canada. Nó cho phép một người sử dụng tài sản với thời hạn cố định, và có quyền mua tài sản đó cho giá trị còn lại đã thỏa thuận khi hết hạn.
Sở dĩ gọi là hợp đồng thuê định hạn là vì chúng hoạt động trong một thời hạn cố định, và bên cho thuê và bên thuê đồng ý trong hợp đồng cho thuê, giá trị còn lại của tài sản được cho thuê là bao nhiêu. Trong hầu hết các trường hợp (đặc biệt là cho thuê xe có động cơ bán lẻ), bên thuê có quyền mua tài sản cho giá trị còn lại đã thỏa thuận vào cuối thời hạn thuê. Cho thuê định hạn không được sử dụng cho tài sản sản mà có thể gia tăng giá trị.
Trong hầu hết các trường hợp, khi một hợp đồng thuê định hạn được nhập, bên cho thuê chưa sở hữu tài sản được cho thuê. Thay vào đó, bên cho thuê đồng ý mua tài sản với số tiền nhất định ("chi phí vốn hóa") từ bên thứ ba, chẳng hạn như đại lý xe hơi. Bên thuê thường sẽ được yêu cầu đưa tiền trước như là một khoản bù đắp so với chi phí vốn (điều này được gọi là "giảm chi phí vốn" mặc dù đôi khi nó được gọi sai là "phần tiền đặt cọc"). Chênh lệch giữa chi phí vốn hóa (điều chỉnh) và giá trị còn lại là thành phần khấu hao của chi phí thuê. Ngoài khấu hao, bên thuê cũng phải trả chi phí tài trợ của bên cho thuê mua xe, được gọi là "tiền thuê"; tiền thuê nhà cũng bao gồm lợi nhuận của người cho thuê.
Tổng chi phí thuê có thể được trả một lần hoặc được khấu hao theo thời hạn của hợp đồng thuê với các khoản thanh toán định kỳ (thường là hàng tháng).
Cho thuê định hạn thường cung cấp rằng bên thuê chịu trách nhiệm bảo hiểm tài sản, để duy trì nó phù hợp với yêu cầu của bên cho thuê, và thanh toán bất kỳ khoản thuế hoặc phí khai thác giấy phép nào có thể được đánh giá trên bên cho thuê với tư cách là chủ sở hữu hồ sơ. Cho thuê xe cơ giới thường bao gồm một điều khoản để xác định lượng "hao mòn quá mức" (hoặc "hao mòn và sử dụng") vào cuối thời hạn thuê, mà bên thuê chịu trách nhiệm khi trả lại xe.
Hợp đồng thuê đinh hạn đã trở nên rất phổ biến cho người mua ô tô ở Bắc Mỹ kể từ giữa những năm 1980. Luật lá chắn ở hầu hết các tiểu bang cho phép bên cho thuê tránh trách nhiệm pháp lý đối với hành động của người thuê, điều này đã giúp cho các nhà sản xuất cung cấp dịch vụ cho thuê trực tiếp cho người tiêu dùng mà không sợ nghĩa vụ pháp lý "nặng túi" đối với thương tích do tai nạn. Ở những bang đánh giá thuế sử dụng đối với xe cộ, người đi thuê chỉ cần nộp thuế trên số tiền thanh toán tiền thuê của họ, không phải trên toàn bộ giá trị của chiếc xe của họ tại thời điểm mua. Cuối cùng, và đáng kể nhất, bởi vì bên thuê chỉ trả tiền khấu hao và tài chính, chứ không phải toàn bộ chi phí bán lẻ của chiếc xe, thanh toán có thể thấp hơn đáng kể so với tài chính dựa trên vốn vay. Điều này cho phép người tiêu dùng rút ngắn đáng kể chu kỳ mua hàng của họ, tăng doanh số bán xe mới, điều này mang lại cho các nhà sản xuất ô tô lý do để nhấn mạnh các chương trình cho thuê trong hoạt động tiếp thị của họ.
Cho thuê định hạn không phải lúc nào cũng là lựa chọn tốt nhất cho người tiêu dùng. Các công ty tài chính cung cấp dịch vụ cho thuê xe tiêu dùng thường xuyên yêu cầu người thuê phải giữ các chính sách bảo hiểm tốn kém hơn mức cần thiết. Các nhà sản xuất ô tô thường xem cho thuê như một công cụ bán hàng và tăng giả tạo giá trị còn lại của hợp đồng thuê nhà; điều này có thể làm cho việc thực hiện các tùy chọn mua vào cuối một hợp đồng thuê đắt hơn đơn giản là tài trợ cho chiếc xe trong thời gian dài hơn trong trường hợp đầu tiên. Cuối cùng, do rủi ro tài chính gia tăng do bên cho thuê thực hiện, hợp đồng thuê xe thường yêu cầu chất lượng tín dụng cao hơn là mua xe.